# Jude Bellingham
Jude Victor William Bellingham (Stourbridge, 29. lipnja 2003.) engleski je nogometaš koji trenutačno nastupa za Real Madrid i englesku nogometnu reprezentaciju, a igra kao veznjak.

## Rani život
Bellingham je rođen 29. lipnja 2003. u Stourbridgu, Engleska. Stariji je sin Denise i Marka Bellinghama. Njegov otac radio je kao policajac. Bellinghamov mlađi brat, Jobe, također je nogometaš.

## Klupska karijera

### Birmingham City
Bellingham je prvi put zaigrao za selekciju Birmingham Cityja do 8 godina,  nakon igranja za Stourbridge. Kada je imao 14 godina igrao je za selekciju Birminghama do 18 godina. Debitirao je za selekciju do 23 godine s 15 godina. U ožujku 2019. postigao je 3 gola u 10 utakmica razvojnog programa Birmingham Cityja. Među 50 najboljih tinejdžerskih nogometaša Engleske svrstao ga je nogometni časopis FourFourTwo te je spomenuto da su se za njega zainteresirali mnogi veliki europski klubovi. Kao srednjoškolac počeo je trenirati s prvom momčadi.
U Birmingham Cityju dobio je dvogodišnju stipendiju u srpnju 2019. S prvom momčadi bio je na pripremama u Portugalu i igrao je predsezonske prijateljske utakmice. Za sezonu 2019./20. dobio je broj 22. Nastupivši 6. kolovoza 2019. u utakmici EFL kupa protiv Portsmoutha, Bellingham je postao najmlađi igrač Birmingham Cityja koji je ikad zaigrao u prvoj momčadi. Tada je imao 16 godina i 38 dana te je probio rekord Trevora Francisa koji ga je držao od 1970. sa 16 godina i 139 dana. U Championshipu je debitirao 19 dana kasnije ušavši u drugom poluvremenu protiv Swanseaja.
Ponekad je bio na klupi, ali većinom je bio u početnom sastavu. Ubrzo je prebačen s lijevog krila na srednjeg veznog.
U siječnju 2020. tijekom zimskog prijelaznog roka mnogi klubovi htjeli su Bellinghama,  a pogotovo Manchester United, no Birmingham City odbio je njihovu ponudu od 20 milijuna £ na zadnjem danu tog zimskog prijelaznog roka.  Kada je sezona bila prekinuta zbog pandemije COVID-19, Bellingham je imao 32 nastupa za Birmingham City. Do kraja sezone bio je ključan dio prvog sastava Birmingham Cityja. U 44 utakmice (41 u Championshipu) Bellingham je postigao 4 gola.

### Borussia Dortmund

#### Sezona 2020./21. i transfer u Borussiju Dortmund
Znalo se da će Bellingham vrlo vjerojatno na ljeto 2020. otići iz Birminghama. Favoriti za transfer bili su Manchester United i Borussia Dortmund. Impresioniran razvojnim programom mladih igrača i primjerima kao što su Jadon Sancho, Bellingham je izabrao Borussiju Dortmund kao svoj novi klub. Otišao je u Njemačku na liječnički pregled, a njegov transfer postao je služben 20. srpnja 2020. Borussia Dortmund je za Bellinghama platila 25 milijuna £ te je tako Bellingham postao najplaćeniji 17-godišnjak u povijesti nogometa.
Za Dortmund je debitirao 14. rujna 2020. protiv trećeligaša MSV Duisburg u DFB Pokalu. Nakon 30 minuta zabio je drugi gol na utakmici te time oborivši rekord Giovannija Reyne za 6 dana kao najmlađi igrač koji je postigao gol u za Dortmund u DFB-Pokalu.  5 dana kasnije debitirao je u Bundesligi i postigao asistenciju. Dana 20. listopada debitirao je u UEFA Ligi prvaka. Tada je imao 17 godina i 177 dana te je oborio rekord Phila Fodena za najmlađeg Engleza koji je zaigrao u UEFA Ligi prvaka. U prva tri mjeseca bio je regularan igrač u svim natjecanjima. Propustio je prva dva susreta u 2021. zbog ozljede stopala. U četvrtfinalu UEFA Lige prvaka 2020./21. zabio je gol protiv Manchester Cityja za 1:0, no Dortmund je primio 2 gola i tako ispao iz UEFA Lige prvaka te sezone.
Bellingham je bio 2. u poretku za Trofej Kopa koji se dodjeljuje najboljem igraču ispod 21 godine, a glasaju svi prethodni osvajači Zlatne lopte.

#### 2021. – 2023.
Dana 4. prosinca 2021. protiv Bayerna asistirao je za oba gola Dortmunda, no Bayern je u toj utakmici svladao Dortmund rezultatom 3:2. Bellingham je kritizirao suđenje Felixa Zwayera u toj utakmici te ga je Njemački nogometni savez kaznio 40 tisuća €.
Dana 22. listopada 2022. Bellingham je postigao dva gola protiv Stuttgarta. Dana 28. svibnja 2023. Dortmund je u posljednjem kolu Bundeslige igrao 2:2 protiv Mainza, a Bayern je pobijedio Köln te je tako Bayern postao prvak Njemačke i to za jedan bod više od Borussije. Zbog ozljede koljena Bellingham je tu utakmicu proveo sjedeći na klupi, a nakon utakmice u plaču je odmaknuo kameru od sebe.

### Real Madrid
Bellingham je 14. lipnja 2023. prešao iz Borussije Dortmund u Real Madrid za 103 milijuna €, što bi se moglo popeti na 133,9 milijuna € uz bonuse.

## Reprezentativna karijera

### Omladinska karijera
Bellingham je mogao birati hoće li igrati za Englesku ili za Irsku. Debitirao je za englesku reprezentaciju do 15 godina protiv Turske u prosincu 2016. Do kraja 2018. zaigrao je za englesku reprezentaciju do 16 godina te je odigrao 11 utakmica i postigao 4 gola.  U engleskoj reprezentaciji do 17 godina prvi put se pojavio u kupu Syrenka u rujnu 2019. Na Europskom prvenstvu do 17 godina 2020. debitirao je u protiv Finske te je postigao treći gol u utakmici koja je završila 5:0. Bio je kapetan protiv Austrije koja je poražena 4:2. Bellingham je ponovno zabio treći gol i Engleska se plasirala u finale u kojem je pobijedila Poljsku u raspucavanju jedanaesteraca nakon rezultata 2:2 u prvih 120 minuta.
Bio je pozvan u Englesku nogometnu reprezentaciju do 21 godine da zaigra protiv Kosova i Austrije u rujnu 2020. U utakmici protiv Kosova ušao je s klupe te je time postao najmlađi igrač koji je zaigrao za Englesku reprezentaciju do 21 godine.

### Seniorska karijera
U studenom 2020. prvi je put pozvan u A selekciju engleske nogometne reprezentacije. Debitirao je u prijateljskoj utakmici protiv Irske 12. studenoga 2020. ušavši u 73. minuti umjesto Masona Mounta. Sa 17 godina i 173 dana postao je treći najmlađi igrač koji je zaigrao za A selekciju Engleske. Bio je pozvan i na Europsko prvenstvo 2020. te je na Europskom prvenstvu debitirao protiv Hrvatske ušavši u 82. minuti. Time je postao najmlađi igrač Engleske u povijesti koji je igrao na nekom velikom natjecanju, kao i najmlađi igrač u povijesti Europskog prvenstva. S Engleskom je osvojio srebrnu medalju.
Prvi pogodak za A selekciju zabio je 21. studenog 2022. na Svjetskom prvenstvu 2022. protiv Irana na asistenciju Lukea Shawa za 1:0. Time je postao drugi najmlađi igrač koji je zabio gol za Englesku na Svjetskom prvenstvu.

## Vanjske poveznice
- Profil, Real Madrid
- Profil, Engleski nogometni savez
- Jude Bellingham u UEFA-inim natjecanjima (arhivirane) (engl.)